# ショーン・キャンプ
ショーン・アンソニー・キャンプ（Shawn Anthony Camp , 1975年11月18日 - ）は、アメリカ合衆国・バージニア州フェアファックス出身の元プロ野球選手（投手）。右投右打。

## 経歴

### プロ入りとパドレス傘下時代
1997年のMLBドラフト16巡目（全体500位）でサンディエゴ・パドレスに指名され、プロ入り。

### パイレーツ傘下時代
2001年7月10日にエミル・ブラウンとのトレードで、ピッツバーグ・パイレーツへ移籍した。
2003年10月15日にFAとなった。

### ロイヤルズ時代
2003年10月29日にカンザスシティ・ロイヤルズに入団した。
2004年4月5日、この年の開幕戦となるシカゴ・ホワイトソックス戦でメジャーデビューを果たした。この年はリリーフとして42試合に登板した。
2005年も中継ぎとして29試合に登板したが、防御率は6点台と芳しくなく、オフの12月21日にFAとなった。

### デビルレイズ時代
2006年1月17日にタンパベイ・デビルレイズと契約。移籍1年目となったこの年は、リーグ2位タイ（チーム史上最多）の75試合に登板して一躍その名を知らしめた。
2007年のシーズンもリリーフで50試合に登板したが、防御率は7点台、WHIPは2.0をオーバーし、オフの10月31日にFAとなった

### ブルージェイズ時代
2008年1月8日にトロント・ブルージェイズとマイナー契約を結んだ。開幕はマイナーで迎えたが4月19日にメジャー昇格を果たした。
2010年は70試合に登板して、4勝3敗2セーブ13ホールド、自己最高となる防御率2.99という好成績で、ブルペンの柱となった。
2011年の67試合に登板したが、オフの10月30日にFAとなった。

### カブス時代
2012年2月17日にシアトル・マリナーズと1年契約を結んだが、開幕前の3月21日に解雇された。
2012年3月26日にシカゴ・カブスとマイナー契約を結び、開幕ロースター入りを果たした。シーズンではリーグ最多かつ自己最多の80試合に登板した。オフにFAとなったが、11月19日に年俸135万ドルと出来高20万ドルの1年契約でカブスに残留が決まった。
2013年は5月22日に右足の親指を捻挫したため15日間の故障者リスト入り。復帰後も成績は上がらず、7月3日にDFAとなり、7月7日に自由契約となった。

### ダイヤモンドバックス傘下時代
2013年7月17日にアリゾナ・ダイヤモンドバックスとマイナー契約を結んだ。しかし、メジャーには昇格出来ず、オフの11月4日にFAとなった。

### フィリーズ時代
2013年11月11日にフィラデルフィア・フィリーズとマイナー契約を結んだ。
2014年はAAA級リーハイバレー・アイアンピッグスで開幕を迎え、4月19日にフィリーズとメジャー契約を結んだ。昇格後は3試合に登板したが、5月8日に40人枠を外れ、AAA級リーハイバレーへ降格した。5月9日にFAとなったが、5月19日にマイナー契約でフィリーズと再契約した。6月27日に自由契約となり退団した。
2015年3月9日に現役引退を発表した。

### 現役引退後
2019年6月に母校であるジョージ・メイソン大学野球部のアシスタントコーチに就任。2022年7月より監督を務める。

## 投球スタイル
フォーシームはほとんど投げず、シンカーを中心となる投球である。そのためゴロの割合が高い。追い込んでからはスライダー、チャンジアップといった変化球で相手打者を打ち取るケースが多い。制球力があり四球率においては優れているが、空振りを簡単にとれる球種を持っていないので奪三振率はあまり高くない。

## 詳細情報

### 年度別投手成績
| 年 度     | 球 団     | 登 板 | 先 発 | 完 投 | 完 封 | 無 四 球 | 勝 利 | 敗 戦 | セ 丨 ブ | ホ 丨 ル ド | 勝 率 | 打 者 | 投 球 回 | 被 安 打 | 被 本 塁 打 | 与 四 球 | 敬 遠 | 与 死 球 | 奪 三 振 | 暴 投 | ボ 丨 ク | 失 点 | 自 責 点 | 防 御 率 | W H I P |
| --------- | --------- | ----- | ----- | ----- | ----- | -------- | ----- | ----- | -------- | ----------- | ----- | ----- | -------- | -------- | ----------- | -------- | ----- | -------- | -------- | ----- | -------- | ----- | -------- | -------- | ------- |
| 2004      | KC        | 42    | 0     | 0     | 0     | 0        | 2     | 2     | 2        | 5           | .500  | 286   | 66.2     | 74       | 10          | 16       | 1     | 5        | 51       | 2     | 1        | 37    | 29       | 3.92     | 1.35    |
| 2005      | KC        | 29    | 0     | 0     | 0     | 0        | 1     | 4     | 0        | 0           | .200  | 228   | 49.0     | 69       | 4           | 13       | 3     | 4        | 28       | 3     | 0        | 40    | 35       | 6.43     | 1.67    |
| 2006      | TB        | 75    | 0     | 0     | 0     | 0        | 7     | 4     | 4        | 12          | .636  | 328   | 75.0     | 93       | 9           | 19       | 3     | 7        | 53       | 4     | 0        | 43    | 39       | 4.68     | 1.49    |
| 2007      | TB        | 50    | 0     | 0     | 0     | 0        | 0     | 3     | 0        | 11          | .000  | 198   | 40.0     | 63       | 7           | 18       | 6     | 3        | 36       | 2     | 0        | 33    | 32       | 7.20     | 2.03    |
| 2008      | TOR       | 40    | 0     | 0     | 0     | 0        | 3     | 1     | 0        | 7           | .750  | 166   | 39.1     | 40       | 2           | 11       | 3     | 2        | 31       | 0     | 0        | 18    | 18       | 4.12     | 1.30    |
| 2009      | TOR       | 59    | 0     | 0     | 0     | 0        | 2     | 6     | 1        | 6           | .250  | 333   | 79.2     | 73       | 7           | 29       | 4     | 4        | 58       | 0     | 0        | 36    | 31       | 3.50     | 1.28    |
| 2010      | TOR       | 70    | 0     | 0     | 0     | 0        | 4     | 3     | 2        | 13          | .571  | 298   | 72.1     | 71       | 8           | 18       | 5     | 4        | 46       | 2     | 0        | 26    | 24       | 2.99     | 1.23    |
| 2011      | TOR       | 67    | 0     | 0     | 0     | 0        | 6     | 3     | 1        | 5           | .667  | 292   | 66.1     | 79       | 3           | 22       | 9     | 6        | 32       | 0     | 0        | 36    | 31       | 4.21     | 1.52    |
| 2012      | CHC       | 80    | 0     | 0     | 0     | 0        | 3     | 6     | 2        | 18          | .333  | 327   | 77.2     | 79       | 7           | 21       | 4     | 0        | 54       | 1     | 0        | 32    | 31       | 3.59     | 1.29    |
| 2013      | CHC       | 26    | 0     | 0     | 0     | 0        | 1     | 1     | 0        | 4           | .500  | 108   | 23.0     | 34       | 7           | 9        | 2     | 0        | 13       | 0     | 2        | 18    | 18       | 7.04     | 1.87    |
| 2014      | PHI       | 3     | 0     | 0     | 0     | 0        | 0     | 0     | 0        | 0           | ----  | 15    | 3.1      | 7        | 1           | 0        | 0     | 0        | 1        | 0     | 0        | 2     | 2        | 5.40     | 2.10    |
| MLB：11年 | MLB：11年 | 541   | 0     | 0     | 0     | 0        | 29    | 33    | 12       | 81          | .468  | 2579  | 592.1    | 682      | 65          | 176      | 40    | 35       | 403      | 14    | 3        | 321   | 290      | 4.41     | 1.45    |

- 各年度の太字はリーグ最高

### 背番号
- 58（2004年 - 2005年）
- 59（2006年 - 2007年途中）
- 22（2007年途中 - 同年終了）
- 57（2008年 - 2011年）
- 54（2012年 - 2013年）
- 50（2014年）